# Галогенные породы
Галоге́нные поро́ды (также галолиты) — осадочные породы химического происхождения. Образуются на дне природных водоемов (морях, озёрах, лагунах) в условиях аридного климата. К галогенным породам относятся галитовые (галит), сильвинитовые (галит, сильвин), карналлитовые (карналлит, галит), гипсовые (гипс) и другие породы. Наиболее значительные накопления галогенных пород связаны с отложениями кембрийской и пермской систем.
Термин принадлежит советскому геологу Л. В. Пустовалову (1940 год). Галолиты иногда называют соляными породами, часто используется также термин «эвапориты». Используются в пищевой, химической, авиационной и автомобильных отраслях промышленности. В Казахстане галогенные породы распространены в Западном, Северном и Восточном Казахстане, Приаралье, в долинах pек Шу и Сарысу.